# Roger Vangheluwe
Pour les articles homonymes, voir Vangheluwe.
Roger Joseph Vangheluwe, né à Roulers le 7 novembre 1936, est un évêque belge, évêque de Bruges de 1984 à 2010.
Le 23 avril 2010, il reconnaît avoir abusé sexuellement d'un enfant dans les années 1980. Sa démission est acceptée le jour même par le pape Benoît XVI.
Il est renvoyé de l'état clérical par le pape François le 11 mars 2024.

## Biographie

### Études et ministère sacerdotal
Roger Vangheluwe est né le 7 novembre 1936 à Roulers, en Belgique, dans une famille de quatre enfants appartenant à un milieu modeste. Il ne passe pas par le petit séminaire de Roulers, et fait sa scolarité dans une école catholique moins réputée, la Vrije Middelbare School. Ses sœurs aînées interrompent leurs études pour que le jeune Roger puisse poursuivre les siennes. Il est titulaire d'une licence en théologie, langues bibliques et d'un diplôme de candidature (deux premières années universitaires en Belgique) en mathématiques à l’université catholique de Louvain (KUL).
Roger Vangheluwe est ordonné prêtre le 1er février 1963, dans le diocèse de Bruges.
Comme prêtre diocésain, il exerce diverses fonctions dans l’enseignement, la pastorale paroissiale et la pastorale des travailleurs sociaux.
De 1968 à 1984, il est professeur au grand séminaire de Bruges et secrétaire du vicariat pour la pastorale paroissiale de 1977 à 1984,.

### Évêque de Bruges
Roger Vangheluwe est nommé évêque de Bruges le 19 décembre 1984 et consacré le 3 février 1985 par le cardinal Godfried Danneels. Il représente, à ce titre, la Conférence épiscopale de Belgique auprès de l'université catholique de Louvain (Katholieke Universiteit Leuven). Roger Vangheluwe est aussi chargé de diverses missions au sein de la conférence épiscopale et auprès de Caritas Flandre,.
Proche d'associations catholiques tournées vers le Tiers monde, il est délégué par le synode des évêques pour les relations avec deux ONG, Broederlijk Delen et Pax Christi. Il est membre de cette dernière jusqu'à sa démission et fut même membre de son conseil d'administration en 2002.
En tant qu'évêque, il permet à de nombreux prêtres et religieux de son diocèse de servir dans d'autres diocèses, en Afrique, en Asie et en Amérique latine mais, à l'inverse, il se refuse à intégrer des prêtres africains dans son diocèse.
Le prêtre Rik Devillé rapporte que quand un prêtre de son diocèse lui annonce son souhait de se marier, Roger Vangheluwe le révoque immédiatement avec ce commentaire « On ne peut pas tomber plus bas… », alors que ce même Roger Vangheluwe a violé des centaines de fois son neveu.
En 2003, il soutient l'idée de l'ordination de femmes au diaconat,.

## Abus sexuels
Roger Vangheluwe démissionne en 2010 lors de la révélation d'agressions sexuelles de sa part à l'encontre de son neveu. Il a abusé de celui-ci de 1973 à 1986. D'autres victimes alléguées se font connaitre à partir de 2017. 
En 2022, des médias néerlandais révèlent qu'il réside à l'abbaye de Solesmes dans la Sarthe. Arnaud Gallais et son association  Mouv’Enfants s'y déplacent pour manifester contre cette présence,. 
En janvier 2024, alors que Roger Vangheluwe n’a toujours pas été officiellement sanctionné par Rome, Alexander De Croo, premier ministre de la Belgique, demande au Vatican de retirer à Roger Vangheluwe son titre d'évêque considérant que c'est une « démarche importante pour les victimes ».
À la suite de la réouverture du dossier par le pape François et le Dicastère pour la Doctrine de la foi, ces derniers ont renvoyé Roger Vangheluwe de l'état clérical le 11 mars 2024,.

## Publications (sélection)
- Van hart tot hart : een woord aan mijn broeder-priester, Éditeur Lannoo, 1990  (ISBN 9789020917451)
- Jezus ontmoeten in woord en brood een aanreiking bij het gelovig vieren van de heilige eucharistie, Éditeur Bisdom Brugge, 1994 (OCLC 901655607)
- Hoe wij bidden suggesties bij het christelijke gebed, Éditeur Bisdom Brugge, 1996 (OCLC 901249891)
- Zo leven wij christen zijn in 2000, Éditeur Bisdom Brugge, 1999 (OCLC 902052916)
- Matteüs aan het woord, Halewijn, Anvers, 2001  (ISBN 9789073503472)
- Voor een rustig ogenblik, Halewijn, Anvers, 2005 (OCLC 902301974)
- Een pluisje in de wind, Halewijn, Antwerpen, 2010  (ISBN 9789085281443)